# Chardon penché
Carduus nutans
Espèce
Synonymes
- Carduus thoermeri

Classification phylogénétique
Le chardon penché (Carduus nutans) est une espèce de plante à fleurs de la famille des Astéracées commune en Europe.
Autres noms vernaculaires : chardons aux ânes, cardinal.

## Description

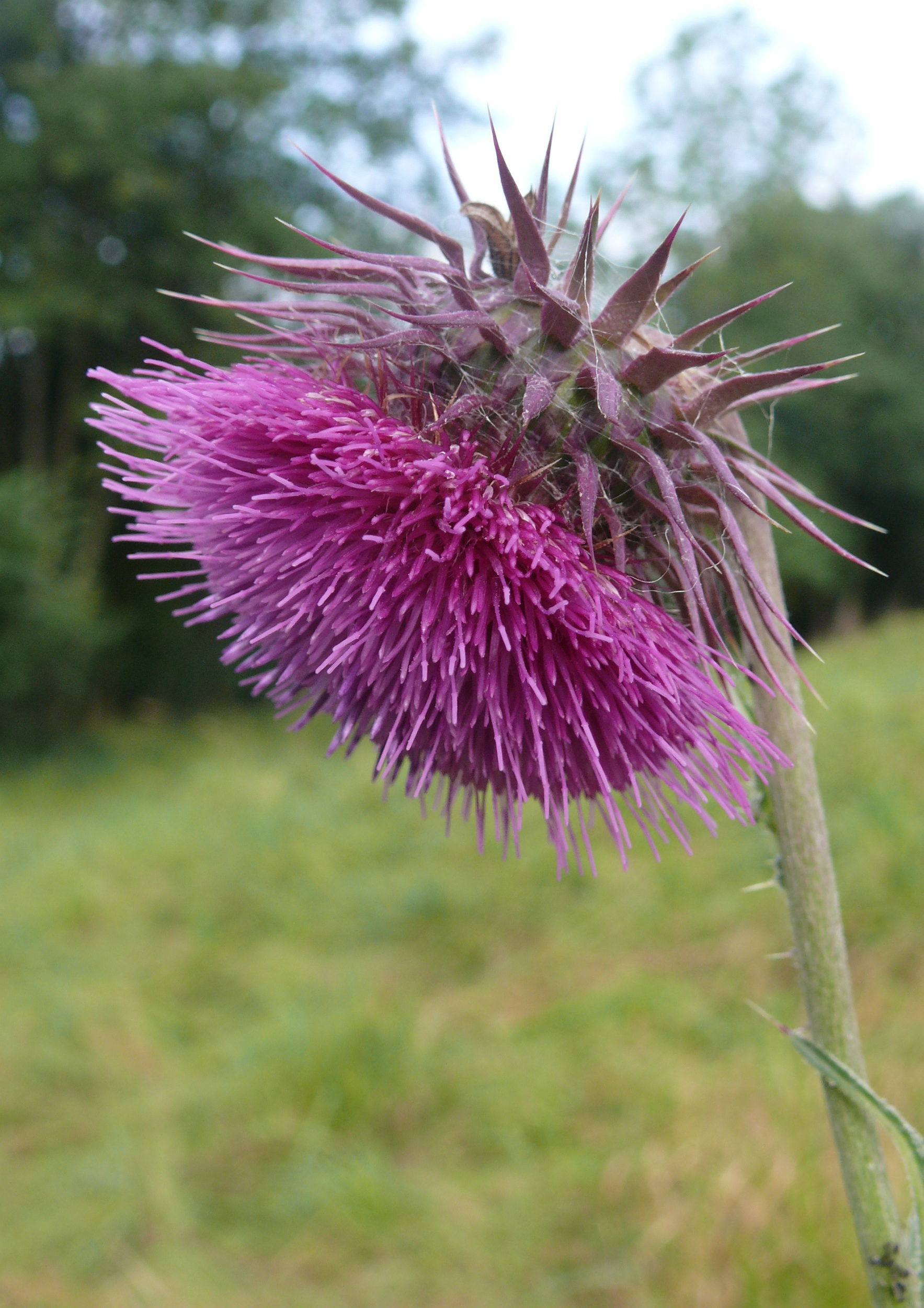
Carduus nutans.

C'est une plante épineuse à port dressé qui peut atteindre un mètre de haut. Sa racine pivotante est assez développée.
Les feuilles ont un limbe découpé et bordé d'épines nombreuses. Elle se prolongent en ailes sur la tige.
Les fleurs, rose pourpre, parfois blanches, sont réunies en capitules de 3 à 5 cm de diamètre, qui prennent un port penché lorsqu'ils sont épanouis. Elles sont toutes tubulées stamino-pistillées et donnent des akènes équipés de pappus. L'involucre est constitué de bractées nombreuses terminées par une épine simple, forte et piquante, les plus extérieures, étalées et renversées, rayonnent autour du capitule.
Plante bisannuelle.

### Sous-espèces
- Carduus nutans ssp.  alpicola (Gillot) Chass. & Arènes - Chardon des Alpes
- Carduus nutans ssp. leiophyllus (Petrovic) Stojanov
- Carduus nutans ssp. macrocephalus (Desf.) Nyman
- Carduus nutans ssp. nutans L. - Chardon penché
- Carduus nutans ssp. platylepis (Rchb. & Saut.) Nyman - Chardon à bractées larges

## Caractéristiques
Organes reproducteurs :
- type d'inflorescence : racème de capitules ou capitule simple ;
- répartition des sexes :  hermaphrodite ;
- type de pollinisation :  entomogame, autogame ;
- période de floraison :  juillet à septembre.

Graine :
- type de fruit : akène ;
- mode de dissémination :  anémochore.

Habitat et répartition :
- habitat type : friches vivaces xérophiles, médioeuropéennes, mésothermes ;
- aire de répartition : eurasiatique ;
- très aimé par les chardonnerets.

Données d'après : Julve, Ph., 1998 ff. - Baseflor. Index botanique, écologique et chorologique de la flore de France. Version : 23 avril 2004. 

## Origine et distribution

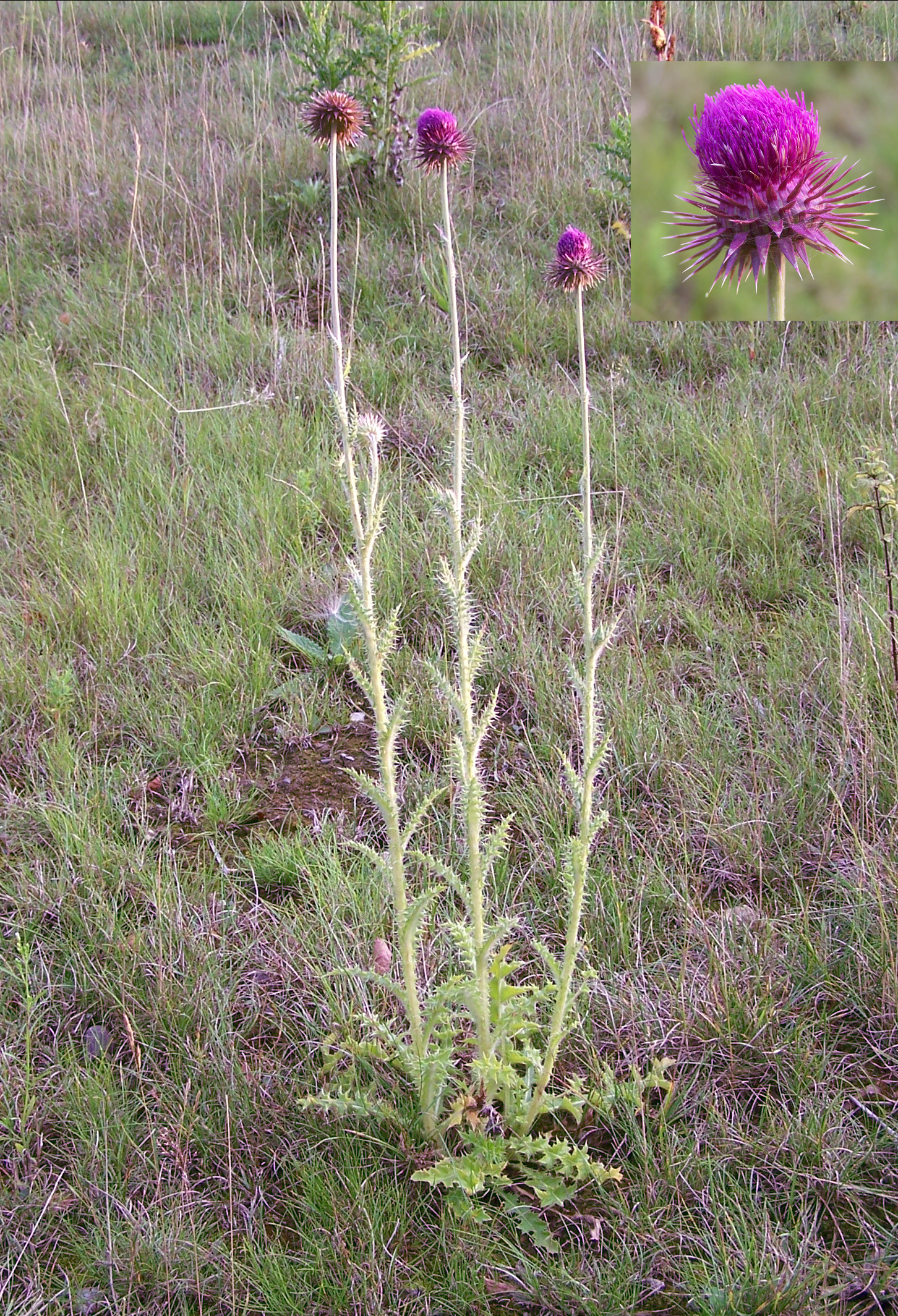
Chardon penché.

Cette espèce est spontanée dans une vaste zone de l'ancien monde incluant :
- en Europe : les îles britanniques, l'Europe centrale (Allemagne, Suisse, Autriche, Tchécoslovaquie), les pays baltes, la Russie, l'ouest et le sud (Pays-Bas, Belgique, France, Espagne, Italie, ex-Yougoslavie) ;
- en Asie centrale : Caucase : Arménie, Azerbaïdjan, Géorgie, Daghestan ; Sibérie occidentale, Kazakhstan, Xinjiang  (Chine).

Elle s'est largement naturalisée dans tous les pays tempérés.
C'est une plante assez commune dans toute la France, ainsi qu'en Belgique.

### Usage médicinal
« Carduus nutans » est parfois présent dans les décoctions à base de plantes. La médecine populaire turque utilise des parties de branches fleuries pour traiter les maladies de la prostate.
La plante a aussi été utilisée pour le traitement des maladies du foie, du paludisme, de la constipation et des calculs rénaux.